# Tulista
Tulista Raf. – rodzaj roślin gruboszowatych należący do rodziny złotogłowowatych (Asphodelaceae), obejmujący cztery gatunki występujące w Kraju Przylądkowym w Afryce Południowej.

## Systematyka
Rodzaj z podrodziny Asphodeloideae z rodziny złotogłowowatych (Asphodelaceae). We wcześniejszych ujęciach gatunki tych roślin były zaliczane do podrodzaju Robustipedunculares w rodzaju haworsja (Haworthia). 
Podział rodzaju i wykaz gatunków
- Tulista kingiana (Poelln.) Gideon F.Sm. & Molteno
- Tulista marginata (Lam.) G.D.Rowley
- Tulista minor (Aiton) Gideon F.Sm. & Molteno
- Tulista pumila (L.) G.D.Rowley